# Tony Hawk's Pro Skater 3 + 4
Tony Hawk's Pro Skater 3 + 4 es un videojuego de monopatinaje desarrollado por Iron Galaxy Studios y distribuido por Activision el 11 de julio de 2025 para PlayStation 4, PlayStation 5, Microsoft Windows, Nintendo Switch, Nintendo Switch 2, Xbox One y Xbox Series X/S. Se trata de una remasterización de Tony Hawk's Pro Skater 3 (2001) y Tony Hawk's Pro Skater 4 (2002), títulos originalmente desarrollados por Neversoft.

## Jugabilidad
Tony Hawk's Pro Skater 3 + 4 es un videojuego en tercera persona, cuya jugabilidad se inspira en el estilo de los videojuegos arcade clásicos. El título combina y moderniza mecánicas presentes en entregas anteriores de la franquicia, reutilizando el sistema introducido en Tony Hawk's Pro Skater 1 + 2.
El objetivo principal en la mayoría de los modos de juego consiste en alcanzar puntuaciones altas o recolectar objetos específicos distribuidos en los distintos niveles. Para desbloquear nuevas áreas y avanzar en la progresión del juego, los jugadores deben cumplir una serie de objetivos preestablecidos.
La jugabilidad se basa en la ejecución de trucos, como maniobras aéreas, grinds, lips y manuales, que pueden combinarse en secuencias para maximizar la puntuación. El valor de cada truco varía en función de factores como la duración, el número de giros, la complejidad de la combinación, el uso de zonas clave del mapa y la variedad de movimientos realizados. A medida que el jugador encadena trucos exitosamente, se llena un medidor especial que, al completarse, permite realizar trucos especiales de mayor valor. Si el jugador cae, pierde la secuencia de puntos acumulada y el medidor especial se reinicia.
El modo carrera de Pro Skater 4, que originalmente permitía a los jugadores explorar mapas libremente y aceptar desafíos hablando con un PNJ, fue reemplazado por el formato de una carrera en dos minutos, en el que el jugador debe completar la mayor cantidad de desafíos posible, al estilo de los tres primeros juegos de la serie.
En comparación con la entrega anterior, Pro Skater 1 + 2, el juego presenta mejoras visuales significativas, entre las que se incluyen compatibilidad con resolución 4K, texturas optimizadas, animaciones más fluidas y un sistema de iluminación mejorado.
El modo multijugador en línea permite partidas multiplataforma con hasta ocho jugadores. Asimismo, el modo «Create-A-Skater» ofrece opciones de personalización tanto para los patinadores como para el personaje del jugador, mientras que el modo «Create-A-Park» dispone de herramientas adicionales para el diseño de parques de patinaje personalizados.

### Personajes
El juego cuenta con todos los patinadores originales, exceptuando los desbloqueables, junto con nuevas incorporaciones. Entre los patinadores de los títulos originales se encuentran Tony Hawk, Bam Margera, Bucky Lasek, Steve Caballero, Kareem Campbell, Geoff Rowley, Andrew Reynolds, Elissa Steamer, Chad Muska, Eric Koston, Rodney Mullen, Jamie Thomas, Rune Glifberg y Bob Burnquist.
Además, regresan patinadores de entregas anteriores como Lizzie Armanto, Letícia Bufoni, Leo Baker, Riley Hawk, Nyjah Huston, Tyshawn Jones, Aori Nishimura y Shane O'Neill, junto a nuevas adiciones a la serie como Chloe Covell, Jamie Foy, Yuto Horigome, Rayssa Leal, Zion Wright, Margielyn Didál, Nora Vasconcellos, Aurélien Giraud y Andy Anderson.
Personajes invitados de otras franquicias incluyen a Michelangelo, de las Tortugas Ninja, mientras que la edición Digital Deluxe agrega al protagonista Doom Slayer y a un Revenant de la franquicia Doom de id Software, basados en sus apariciones en Doom Eternal. Esta es la segunda vez que el Doom Slayer aparece en una entrega de la serie, tras debutar en Pro Skater 3 bajo el nombre de «Doom Guy», donde era un personaje exclusivo de la versión para Windows, desbloqueable sólo a través del menú de trucos.
Entre los personajes originales ficticios, se encuentran Officer Dick y Constable Richard, este último debutando en esta entrega. Ambos son interpretados por Jack Black, quien ya había interpretado a Officer Dick en Pro Skater 1 + 2.

## Desarrollo
Después del lanzamiento en 2020 de Tony Hawk's Pro Skater 1 + 2, desarrollado por Vicarious Visions, que remasterizó las dos primeras entregas de la serie, Tony Hawk's Pro Skater y Tony Hawk's Pro Skater 2, Activision planeaba continuar con las remasterizaciones de la tercera y cuarta entregas. No obstante, en abril de 2022, Vicarious Visions se fusionó completamente con Blizzard Entertainment, pasando a llamarse Blizzard Albany y enfocándose exclusivamente en los proyectos de Blizzard. Como resultado, Activision encargó el desarrollo de Tony Hawk's Pro Skater 3 + 4 a Iron Galaxy.

Logotipo utilizado junto con una cuenta regresiva para marcar la fecha de revelación del videojuego.

El 21 de febrero de 2025, el sitio web oficial de Tony Hawk's Pro Skater 1 + 2 se actualizó con un nuevo logotivo que mostraba los números «03.04.25» junto a una cuenta regresiva programada para finalizar el 4 de marzo. Un día antes, el 20 de febrero, este mismo logo había aparecido como un huevo de Pascua en el nuevo mapa Grind de Call of Duty: Black Ops 6.
El 25 de febrero se filtró una clasificación de Tony Hawk's Pro Skater 3 + 4 en el sitio web de Infocomm Media Development Authority, una empresa que clasifica por edades los videojuegos en Singapur. Más tarde, el 3 de marzo, se divulgaron imágenes borrosas de la portada y una captura de pantalla del juego, junto con rumores que apuntaban a un lanzamiento el 11 de julio de 2025. Ese mismo día, Tony Hawk apareció en The Late Show with Stephen Colbert, donde confirmó la existencia del videojuego. Finalmente, al concluir la cuenta regresiva el 4 de marzo, se confirmó oficialmente que la fecha de lanzamiento sería el 11 de julio de 2025 para las plataformas PlayStation 4, PlayStation 5, Windows, Nintendo Switch, Xbox One y Xbox Series X/S.
Durante una transmisión en vivo del pódcast de monopatinaje «The Nine Club», realizada el 24 de marzo, Roger Bagley, un comentarista y director de fotografía especializado en monopatinaje, declaró que Bam Margera, quien fue un patinador jugable en ambos títulos originales, no había sido considerado inicialmente para la nueva entrega. Sin embargo, una vez finalizado el desarrollo, Tony Hawk contactó directamente a Activision para solicitar su inclusión en la versión final. Previamente, diversos medios especializados, como Video Games Chronicle y TheGamer, habían cuestionado sobre la posible exclusión de Margera del título, señalando su ausencia en la lista inicial de patinadores revelada el 4 de marzo. Estos medios atribuyeron dicha omisión a los problemas personales y legales de Margera, como el abuso de sustancias.
Finalmente, el 8 de mayo, durante la transmisión en vivo del evento musical «THPS Fest» desde el Teatro El Rey, realizado para celebrar el lanzamiento del videojuego, se confirmó que Margera sería un personaje secreto en la nueva entrega. La transmisión se llevó a cabo a través del canal oficial de la franquicia en Twitch. También se confirmó el debut de Andy Anderson en la franquicia, aunque como un personaje secreto. El evento contó con presentaciones de Danny Brown, Lupe Fiasco, Adolescents y Urathane, todos artistas presentes en la banda sonora del título. La velada fue conducida por el presentador Selema Masekela y la patinadora Nora Vasconcellos.
El 2 de abril, durante un Nintendo Direct de una hora centrado en la próxima consola Nintendo Switch 2, se anunciaría el lanzamiento del videojuego para dicha plataforma en el verano de ese mismo año. Posteriormente, el 5 de junio, se confirmó que el título se lanzaría simultáneamente en todas las consolas el 11 de julio.

## Banda sonora
La banda sonora del juego incluye canciones provenientes de los videojuegos originales, con el regreso de varios artistas que participaron anteriormente, así como nuevas composiciones de otros músicos. Fue revelada en tres fases mediante listas publicadas en distintas fechas: la primera el 13 de marzo de 2025, la segunda el 27 de marzo y la tercera el 8 de mayo.
El mismo día en que se publicó la segunda lista de canciones, Tony Hawk declaró a través de un comentario en su cuenta de Instagram que él fue el responsable de los cambios realizados en la banda sonora. Según explicó, «fue mi elección elegir algunas canciones diferentes de los mismos artistas», y añadió que esperaba que «el descubrimiento sea la mitad de la diversión y una gran razón por la que estas bandas sonoras resonaron en primer lugar».
La edición Digital Deluxe incluye una canción adicional: una versión interpretada por una banda completa del tema «At Doom's Gate», perteneciente al primer nivel del primer episodio del videojuego Doom de 1993.
| Artista                          | Título                          | Videojuego original | Ref.                 |
| -------------------------------- | ------------------------------- | ------------------- | -------------------- |
| Adolescents                      | Amoeba                          | Pro Skater 3        | [ 33 ] [ 34 ] [ 37 ] |
| Motörhead                        | Ace of Spades                   | Pro Skater 3        | [ 33 ] [ 34 ] [ 37 ] |
| CKY                              | 96 Quite Bitter Beings          | Pro Skater 3        | [ 33 ] [ 34 ] [ 37 ] |
| Bodyjar                          | Not the Same                    | Pro Skater 3        | [ 33 ] [ 34 ] [ 37 ] |
| AFI                              | The Boy Who Destroyed the World | Pro Skater 3        | [ 33 ] [ 34 ] [ 37 ] |
| Del the Funky Homosapien         | If You Must                     | Pro Skater 3        | [ 33 ] [ 34 ] [ 37 ] |
| Gang Starr                       | Mass Appeal                     | Pro Skater 4        | [ 33 ] [ 34 ] [ 37 ] |
| Run-D.M.C.                       | My Adidas                       | Pro Skater 4        | [ 33 ] [ 34 ] [ 37 ] |
| The Faction                      | Skate and Destroy               | Pro Skater 4        | [ 33 ] [ 34 ] [ 37 ] |
| JFA                              | Beach Blanket Bongout           | Pro Skater 4        | [ 33 ] [ 34 ] [ 37 ] |
| Alice in Chains                  | Them Bones                      | Nueva incorporación | [ 33 ] [ 34 ] [ 37 ] |
| Denzel Curry                     | Ultimate                        | Nueva incorporación | [ 33 ] [ 34 ] [ 37 ] |
| Gang of Four                     | Damaged Goods                   | Nueva incorporación | [ 33 ] [ 34 ] [ 37 ] |
| Run the Jewels                   | Yankee and the Brave (Ep. 4)    | Nueva incorporación | [ 33 ] [ 34 ] [ 37 ] |
| Wavves                           | King of the Beach               | Nueva incorporación | [ 33 ] [ 34 ] [ 37 ] |
| Turnstile                        | Real Thing                      | Nueva incorporación | [ 33 ] [ 34 ] [ 37 ] |
| End It                           | New Wage Slavery                | Nueva incorporación | [ 33 ] [ 34 ] [ 37 ] |
| Jeff Rosenstock                  | Head                            | Nueva incorporación | [ 33 ] [ 34 ] [ 37 ] |
| Schoolboy Q (con Kendrick Lamar) | Collard Greens                  | Nueva incorporación | [ 33 ] [ 34 ] [ 37 ] |
| KRS-One                          | Outta Here                      | Nueva incorporación | [ 33 ] [ 34 ] [ 37 ] |
| T.C.M.F                          | Result                          | Nueva incorporación | [ 33 ] [ 34 ] [ 37 ] |
| Urethane                         | Dog Years                       | Nueva incorporación | [ 33 ] [ 34 ] [ 37 ] |
| Kittie                           | Charlotte                       | Nueva incorporación | [ 33 ] [ 34 ] [ 37 ] |
| H2O                              | Faster than the World           | Nueva incorporación | [ 33 ] [ 34 ] [ 37 ] |
| Starcrawler                      | Roadkill                        | Nueva incorporación | [ 33 ] [ 34 ] [ 37 ] |
| Fontaines D.C.                   | Boys in the Better Land         | Nueva incorporación | [ 33 ] [ 34 ] [ 37 ] |
| 100 Gecs                         | Hollywood Baby                  | Nueva incorporación | [ 33 ] [ 34 ] [ 37 ] |
| De La Soul (con MF DOOM)         | Rock Co.Kane Flow               | Nueva incorporación | [ 33 ] [ 34 ] [ 37 ] |
| Fireworks                        | God Approved Insurance Plan     | Nueva incorporación | [ 33 ] [ 34 ] [ 37 ] |
| KennyHoopla (con Travis Barker)  | Hollywood Sucks//               | Nueva incorporación | [ 33 ] [ 34 ] [ 37 ] |
| Speed of Light                   | Kill the Vibe                   | Nueva incorporación | [ 33 ] [ 34 ] [ 37 ] |
| Vince Staples                    | Norf Norf                       | Nueva incorporación | [ 33 ] [ 34 ] [ 37 ] |
| Marcelo D2                       | Vai vendo                       | Nueva incorporación | [ 33 ] [ 34 ] [ 37 ] |
| Twenty One Children              | Looney Bin                      | Nueva incorporación | [ 33 ] [ 34 ] [ 37 ] |
| Memo PST                         | I Used to be a Pretty Boy       | Nueva incorporación | [ 33 ] [ 34 ] [ 37 ] |
| Plague Vendor                    | Black Sap Scriptures            | Nueva incorporación | [ 33 ] [ 34 ] [ 37 ] |
| Toy Dolls                        | She Goes to Finos               | Nueva incorporación | [ 33 ] [ 34 ] [ 37 ] |
| Dwynell Roland, P.O.S y Yata     | Duck Fat                        | Nueva incorporación | [ 33 ] [ 34 ] [ 37 ] |
| Seven Hours After Violet         | Alive                           | Nueva incorporación | [ 33 ] [ 34 ] [ 37 ] |
| Iron Maiden                      | 2 Minutes to Midnight           | Nueva incorporación | [ 33 ] [ 34 ] [ 37 ] |
| Cold Cave                        | Siren Song                      | Nueva incorporación | [ 33 ] [ 34 ] [ 37 ] |
| X-Ray Spex                       | Identity                        | Nueva incorporación | [ 33 ] [ 34 ] [ 37 ] |
| Agent Orange                     | Everything Turns Grey           | Nueva incorporación | [ 33 ] [ 34 ] [ 37 ] |
| Mastodon                         | Precious Stones                 | Nueva incorporación | [ 33 ] [ 34 ] [ 37 ] |
| The Dead Milkmen                 | Dean's Dream                    | Nueva incorporación | [ 33 ] [ 34 ] [ 37 ] |
| Steve Lacy                       | C U Girl                        | Nueva incorporación | [ 33 ] [ 34 ] [ 37 ] |
| Sex Pistols                      | Holidays in the Sun             | Nueva incorporación | [ 33 ] [ 34 ] [ 37 ] |
| King Gizzard & the Lizard Wizard | Gila Monster                    | Nueva incorporación | [ 33 ] [ 34 ] [ 37 ] |
| Drain                            | Living Proof                    | Nueva incorporación | [ 33 ] [ 34 ] [ 37 ] |
| Idles                            | Gift Horse                      | Nueva incorporación | [ 33 ] [ 34 ] [ 37 ] |
| The Cult                         | New York City                   | Nueva incorporación | [ 33 ] [ 34 ] [ 37 ] |
| Osees                            | A Foul Form                     | Nueva incorporación | [ 33 ] [ 34 ] [ 37 ] |
| Danny Brown (con Obongjayar)     | UKNOWHATIMSAYIN¿                | Nueva incorporación | [ 33 ] [ 34 ] [ 37 ] |
| Common Perry                     | Better Off                      | Nueva incorporación | [ 33 ] [ 34 ] [ 37 ] |
| Strawberry Fuzz                  | East of the 405                 | Nueva incorporación | [ 33 ] [ 34 ] [ 37 ] |
| Murs                             | L.A.                            | Nueva incorporación | [ 33 ] [ 34 ] [ 37 ] |
| Bad Brains                       | House of Suffering              | Nueva incorporación | [ 33 ] [ 34 ] [ 37 ] |
| The Saint Cecilia                | Roller                          | Nueva incorporación | [ 33 ] [ 34 ] [ 37 ] |
| Lupe Fiasco                      | Kick, Push                      | Nueva incorporación | [ 33 ] [ 34 ] [ 37 ] |

## Recepción

### Comentarios de la crítica
Tony Hawk's Pro Skater 3 + 4 fue bien recibido por la crítica especializada, destacándose especialmente por su jugabilidad y apartado gráfico. No obstante, también recibió algunas críticas negativas, particularmente en relación con el cambio en el modo carrera introducido en Pro Skater 4. La banda sonora obtuvo valoraciones mixtas: mientras algunos medios consideraron positiva la expansión de esta, otros señalaron negativamente la eliminación de la mayoría de las canciones presentes en los títulos originales.
Luke Reilly, de IGN, le otorgó al juego una calificación de 8 sobre 10, destacando positivamente su jugabilidad y la recreación de los niveles de los títulos originales. Aunque señaló como aspecto negativo la eliminación del modo carrera de Pro Skater 4, su principal crítica se centró en la banda sonora, calificando su modificación como «un error para cualquier adaptación, pero particularmente decepcionante tratándose de un par de juegos en los que la música constituye un pilar fundamental que los hace especiales y memorables».
Mat Paget, de GameSpot, calificó al juego con un 8 sobre 10. Aunque señaló que podría resultar una decepción para algunos fanáticos de la franquicia, consideró que, en términos generales, se trata de un buen juego. Su principal crítica estuvo dirigida a los cambios implementados en el modo carrera de Pro Skater 4, los cuales, según Paget, hacen que el juego pierda las características distintivas de ese título. Entre los aspectos positivos, destacó los gráficos, la incorporación de nuevos personajes y la banda sonora.
Juan Rubio, de Vandal, le otorgó al juego una calificación de 9 sobre 10. Al igual que Paget, señaló que podría resultar decepcionante para algunos fanáticos de la franquicia, aunque en términos generales lo consideró un título de calidad. Entre los aspectos positivos, destacó la amplia cantidad de contenido disponible, los gráficos y el trabajo de remasterización, que incluye elementos como la banda sonora ampliada y niveles adicionales. Rubio afirmó que, «a diferencia del excelente THPS 1+2, esta nueva entrega va un paso más allá del homenaje, apostando por redescubrir lo conocido con un toque fresco, sin perder el alma de los originales».

### Ventas
Según los datos recopilados por GfK Entertainment, el videojuego debutó en una posición destacada dentro de las listas semanales de ventas del Reino Unido, a pesar de que el periodo de recolección de datos concluyó el 12 de julio, un día después de su lanzamiento. En dicha lista, se ubicó en la segunda posición entre todos los títulos multiplataforma, solo por detrás de Mario Kart World. La versión para PlayStation 5 fue la más vendida, alcanzando el primer puesto en su respectiva categoría, mientras que las ediciones para PlayStation 4 y Xbox Series X/S se posicionaron en tercer lugar en sus correspondientes listas. Por su parte, en la lista de Nintendo Switch, el título debutó en la duodécima posición. En términos de distribución de ventas por plataforma, la versión de PlayStation 5 representó el 67 % del total, seguida por la de Nintendo Switch 2 con un 11 %, la de Nintendo Switch con un 10 %, y la de PlayStation 4 con un 6 %.